# Polisportiva Tamai
L'A.S.D. Polisportiva Tamai, meglio nota come Tamai, è una società calcistica italiana con sede a Tamai, frazione del comune di Brugnera. Milita in Eccellenza, quinto livello del campionato italiano.
Fondata nel 1973, la squadra ha all'attivo venti partecipazioni alla Serie D, categoria ove il miglior risultato è costituito da un secondo posto.

## Storia
La società nasce prima del 1973 per iniziativa di Gigi Verardo, che con alcuni amici decise di costituire una squadra di calcio che partecipò inizialmente soprattutto a tornei serali tra squadre aziendali. Gettate le basi del nuovo team, dopo essersi consolidati come gruppo ed essersi informati su quali erano i passi da seguire per partecipare ad un vero campionato, questi decisero di affiliarsi alla FIGC ed iscriversi alla Terza Categoria pordenonese. Dopo sei anni, nel 1979 la squadra ottiene la prima promozione della sua storia conquistando la Seconda Categoria. Dopo ulteriori sei anni nel 1985 la squadra biancorossa ottiene un'ulteriore promozione nel campionato di Prima Categoria e, ancora dopo sei anni (nel 1991), conquista il massimo campionato regionale, l'Eccellenza.
La permanenza in questo nuovo livello del campionato italiano di calcio dura cinque anni, in quanto al termine del campionato di Eccellenza 1996-1997 la squadra centra la promozione nel Campionato Nazionale Dilettanti. Al debutto, i biancorossi concluderanno la stagione al penultimo posto, facendo immediatamente ritorno in Eccellenza.
Dopo aver vinto nuovamente la massima serie regionale nel 2000-01, nella stagione seguente le furie rosse ritrovano la Serie D. La categoria viene mantenuta ininterrottamente fino alla stagione 2019-2020, conclusasi con la retrocessione in Eccellenza.
Dalla stagione 2020-21 milita nel campionato di Eccellenza Friuli Venezia Giulia.

## Colori e simboli

### Colori
I colori sociali del club sono il bianco e il rosso. La divisa casalinga e quella di trasferta del club presentano generalmente le suddette tinte disposte con un motivo a tinta unita con striscia verticale laterale dell'altro colore, tinta unita rossa e striscia bianca in casa e viceversa in trasferta. La terza maglia è invece di color nero a tinta unita.

### Simboli ufficiali

#### Stemma
Lo stemma del Tamai, adottato nel 1975, consiste in uno scudo bianco e rosso, all'interno del quale è situato lo stemma con dei draghetti a sporgere ed è sopra situata una corona. Intorno ad esso è presente la denominazione societaria.

## Strutture

### Stadio
La squadra gioca le partite casalinghe allo stadio comunale di Tamai, "Stadio Cavalier Luigi Verardo", così denominato in onore del fondatore della Polisportiva. Impianto dotato di 1.300 posti (in larga parte coperti); il fondo del terreno è in erba naturale, misurante 105 x 65 m.

### Centro di allenamento
Il Tamai svolge alcune sessioni di allenamento nel centro sportivo di Brugnera in Via del Mas, altre invece nel campo sintetico, denominato anche campo 2, situato a fianco a quello di gioco.

## Statistiche

### Partecipazione ai campionati
Campionati nazionali
| Livello | Categoria | Partecipazioni | Debutto   | Ultima stagione | Totale |
| ------- | --------- | -------------- | --------- | --------------- | ------ |
| IV      | Serie D   | 20             | 1997-1998 | 2019-2020       | 20     |

Campionati regionali
| Categoria         | Partecipazioni | Debutto   | Ultima stagione | Totale |
| ----------------- | -------------- | --------- | --------------- | ------ |
| Eccellenza        | 11             | 1991-1992 | 2023-2024       | 30     |
| Promozione        | 1              | 1995-1996 | 1995-1996       | 30     |
| Prima Categoria   | 6              | 1985-1986 | 1990-1991       | 30     |
| Seconda Categoria | 6              | 1979-1980 | 1984-1985       | 30     |
| Terza Categoria   | 6              | 1973-1974 | 1978-1979       | 30     |

## Palmarès

### Competizioni regionali
- Eccellenza Friuli-Venezia Giulia: 2

1996-1997, 2000-2001
- Coppa Italia Dilettanti Friuli-Venezia Giulia: 1

1992-1993
- Supercoppa Friuli-Venezia Giulia: 2

1995-1996, 2000-2001
- Promozione: 1

1995-1996
- Prima Categoria: 1

1990-1991
- Seconda Categoria: 1

1984-1985
- Trofeo di Prima Categoria Friuli-Venezia Giulia: 1

1990-1991

### Altri piazzamenti
- Serie D:

Secondo posto: 2005-2006 (girone C)
Terzo posto: 2010-2011 (girone C)
- Eccellenza:

Secondo posto: 1992-1993, 1993-1994, 1998-1999, 2022-2023, 2023-2024, 2024-2025
Terzo posto: 1999-2000
- Coppa Italia Dilettanti:

Semifinalista: 1992-1993 (fase Eccellenza)
- Coppa Italia Dilettanti Friuli-Venezia Giulia:

Finalista: 2024-2025
Semifinalista: 2021-2022, 2022-2023
- Prima Categoria:

Secondo posto: 1989-1990 (girone B)
Terzo posto: 1985-1986 (girone A), 1988-1989 (girone B)
- Seconda Categoria:

Secondo posto: 1980-1981 (girone A), 1982-1983 (girone A)
Terzo posto: 1981-1982 (girone A)
- Terza Categoria:

Secondo posto: 1978-1979 (girone C)
Terzo posto: 1975-1976 (girone C), 1976-1977 (girone C)

## Settore giovanile
Il Tamai presenzia di un ampio settore giovanile, dalla categoria Juniores u19, passando per gli allievi u17, i giovanissimi u15 e u14, gli esordienti, i pulcini 'a', 'b', 'c', 'd' ed 'e', i piccoli amici ed i primi calci.